# Актюбинский уезд
Актюбинский уезд — административная единица в составе Тургайской области, Оренбугско-Тургайской губернии и Актюбинской губернии. Центр — город Актюбинск. До 1891 года назывался Илецкий уезд.

## Административное деление
В 1914 году уезд делился на волости:
- Борисовская волость,
- Бистамакская волость,
- Буртинская 1-я волость,
- Буртинская 2-я волость,
- Беляевская волость,
- Верхне-Киинбайская волость
- Вознесенская волость
- Всесвятская волость
- Георгиевская волость
- Дамбарская волость

||
- Екатеринославская волость
- Золотоношская волость
- Истемисская волость
- Камсактинская волость
- Карабутакская волость
- Лохвицкая волость
- Можаровская волость
- Михайловская волость
- Нагорная волость
- Николаевская волость

||
- Полтавская волость
- Петровская волость
- Павловская волость
- Родниковская волость
- Сухиновская волость
- Степная волость
- Тереклинская волость
- Токанская волость
- Херсонская волость

В 1926 году уезд делился на 35 волостей:
| - Акбулакская волость, - Аккемирская волость, - Актюбинская волость, - Алимбетовская волость, - Андреевская волость, - Арал-Тюбинская волость, - Астраханская волость, - Ащелисайская волость, - Батбактинская волость, - Биштаманская волость, - Богуславская волость, | - Бурлинская волость, - Джирен-Копинская волость, - Ейсканская волость, - Илекская волость, - Карагандинская волость, - Каратугайская 1-я волость, - Каратугайская 2-я волость, - Карахобдинская волость, - Кило-Уильская волость, - Кос-Истекская волость, - Мартукская волость, - Ново-Алексеевская волость, | - Новороссийская волость, - Петропавловская волость, - Преображенская волость, - Русско-Каратугайская волость, - Саздинская волость, - Степановская волость, - Тамгинская волость, - Тамдинская волость, - Тастыбутакская волость, - Тумар-Уткульская волость, - Тузтюбинская волость, - Хобдинская волость. |

## История
Илецкий уезд в составе Тургайской области был образован в 1868 году. Центром уезда был город Илецкая Защита. В 1891 году центр уезда был перенесён в Актюбинск, а сам уезд переименован в Актюбинский. В 1920 году уезд вошёл в состав Оренбургско-Тургайской губернии, а в 1921 был упразднён. В 1922 году восстановлен в составе Актюбинской губернии. 16 января 1924 года территория Ак-Булакского уезда была присоединена к Актюбинскому уезду. В 1928 году Актюбинский уезд был упразднён.

## Население
По данным переписи 1897 года в уезде проживало 115,2 тыс. чел. В том числе казахи — 95,1 %; русские — 2,8 %. В городе Актюбинске проживало 2817 чел.